# Bad Religion (canção)
"Bad Religion" é uma música da banda de hard rock Godsmack, que faz parte do primeiro álbum do grupo auto intitulado, Godsmack. A faixa foi também o quarto single de Godsmack do álbum e foi usado na trilha sonora do jogo ATV Quad Power Racing 2 para PlayStation 2.
O single é também o nome de uma banda punk da Califórnia que foi formada durante os anos 1980 e ganhou sucesso no começo dos anos 1990.
Após os ataques de 11 de setembro de 2001, o conglomerado de rádio Clear Channel Communications divulgou uma lista de 150 músicas que foram recomendadas a não serem tocadas durante viagens aéreas. "Bad Religion" de Godsmack estava na lista.

## Posições nasparadas
Single - Billboard (América do Norte)
| Ano  | Parada                 | Posição |
| ---- | ---------------------- | ------- |
| 2000 | Mainstream Rock Tracks | 8       |
| 2000 | Modern Rock Tracks     | 32      |